# Milman Parry

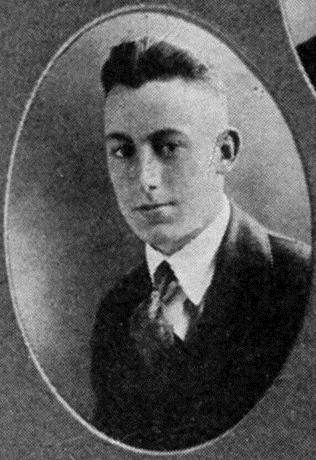
Milman Parry im Jahrbuch der Oakland Technical High School (1919)

Milman Parry (* 1902 in Oakland, Kalifornien; † 3. Dezember 1935 in Los Angeles, Kalifornien) war ein amerikanischer Klassischer Philologe und Homer-Forscher. Er gilt als einer der bedeutendsten Forscher zur mündlichen Überlieferung und oral poetry.

## Leben und Werk
Parry wurde am 20. oder 23. Juni 1902 als Sohn des Apothekers Isaac Milman Parry und dessen Frau Marie Alice geboren. Er hatte zwei Schwestern, die Zwillinge Mary Allison (genannt Alice) und Mary Addison.
Parry besuchte eine örtliche Pflichtschule, wo er eine Jugend-Auszeichnung des Rotary Club erlangte, und schloss 1919 die Oakland Technical High School ab. Im Anschluss studierte Parry an der UC Berkeley und erwarb 1924 mit seiner Arbeit A Comparative Study of Diction as One of the Elements of Style in Early Greek Poetry den Masterabschluss. Im Jahr 1923 heiratete er die drei Jahre ältere Marian Thanhouser und wurde Vater von Marian Parry. Wenig später zog die junge Familie nach Paris, wo Parry als Schüler von Antoine Meillet an der Sorbonne studierte und den jugoslawischen Gelehrten Matija Murko kennenlernte, der Parallelen zwischen Homer und der serbischen Volksdichtung entdeckt hatte. Seine Dissertation veröffentlichte er 1928 mit dem Titel L’Epithète traditionelle dans Homère in Paris.
Parry ist insbesondere durch seine Werke zu Homers Epen Ilias und Odyssee sowie die Untersuchung ihrer Überlieferung bekannt. Seine Veröffentlichungen veränderten das Verständnis von Homer und boten eine neue Perspektive auf die homerische Frage. Parry stellte die These auf, dass die Epitheta immer wieder verwendete sprachliche Formeln seien, die für die Dichter Optimalformulierungen seien, und zwar auch an Stellen, an denen sie vom Sinn her gar nicht passen, aber es ermöglichten, unter Einhaltung der Regeln des Hexameters auch lange und komplexe Geschichten zu improvisieren. Durch Übung könnten die Dichter ihre Sprachkompetenz weiter vertiefen. Solche Formulierungen könnten „von Sänger zu Sänger vererbt“ und immer weiter perfektioniert werden. Das sei ein wichtiger Beleg für die unter Altphilologen lange umstrittene These, dass sich die homerischen Epen auf eine lange Tradition mündlicher Überlieferung stützten.
1932 wurde Parry in die American Academy of Arts and Sciences gewählt.
1934 zog Parry mit seiner Familie ins damalige Jugoslawien, um dort Fallstudien durchzuführen und seine These zur mündlichen Überlieferung von Heldendichtung zu bestätigen. Begleitet wurde Parry von seinem Schüler Albert Lord und dem Dolmetscher Nikola Vujnović, mit denen er zwischen Juni 1934 und September 1935 ca. 12.000 Texte und 3.500 Tonaufnahmen (anderen Quellen zufolge über 12.500 Texte und ca. 750 Tonaufnahmen) sammelte. Die Sammlung ist heutzutage Teil der Harvard Library und zu großen Teilen online zugänglich.

## Tod und Fortleben
Am 3. Dezember 1935 starb Parry in einem Hotelzimmer in Los Angeles durch eine Schusswaffe aus seinem Besitz. Die Polizei behandelte das Ereignis als Unfall und die lokale Presse sprach von einem „weird mishap“. Parry’s Witwe sagte aus, dass Parry unmittelbar nach ihrer Ankunft im Hotel in sein Zimmer ging und dort beim Auspacken seiner Reisetasche von einem Schuss getroffen wurde, der sich aus seiner ungesicherten Pistole gelöst hatte. Dennoch tauchen in dem Artikel kleinere Ungereimtheiten auf, etwa dass Parry im Artikel um ein Jahr jünger gemacht und der Vorname seiner Witwe falsch geschrieben wurde, die letztlich zu einer Reihe an Gerüchten über Parrys Tod führten. Insbesondere wurde häufig ein Selbstmord angenommen, da die Hinweise auf einen Unfall für viele als unzureichend galten.
Einem Erklärungsversuch von Erich Segal zufolge musste Parry im „wilden und primitiven“ Jugoslawien der 1930er Jahre eine Waffe mitführen, die beim Auspacken des Koffers versehentlich losging. Steve Reece von der Fachzeitschrift Oral Tradition merkt allerdings an, dass Parrys Tod ebenfalls schnell zum Gegenstand der Überlieferung wurde: Parry soll sich, ähnlich wie Ajax, aus Ärger darüber erschossen haben, dass ihm Ehren verweigert wurden, deren er sich selbst für würdig erachtete (bei Aias die Rüstung des Achilleus, bei Parry die unbefristete Anstellung an der Harvard University). Reece argumentiert in seinem Aufsatz jedoch für die Unfall-Variante und greift dabei auf einige bisher unveröffentlichte Angaben von Parrys Verwandten und Bekannten zurück.

### Romantisierung und Mythifizierung
Parrys Leben für die Erforschung mündlicher Überlieferung war oft der Gegenstand romantisierender Vergleiche seitens seiner Schüler und Kollegen. In Nachrufen wurde Parry mit dem nur wenige Monate vorher verstorbenen T. E. Lawrence verglichen, der eine ähnliche Begeisterung für fremde Kulturen gezeigt hatte und von seinen Anhängern schon bald nach seinem Tod zum Helden erklärt worden war. Parrys Verdienste für die Klassische Philologie setzte man oft mit jenen von Charles Darwin für die Biologie gleich und verwies auf Künstler wie John Keats, Paul Gauguin und Igor Strawinsky, die ebenso wie Parry erst nach ihrem Tod geschätzt wurden. Wieder andere erinnerte Parrys Enthusiasmus an Don Quijote und seine Errungenschaften auf akademischem Gebiet an die militärischen Erfolge Alexanders des Großen, der ebenfalls mit 33 Jahren auf tragische Weise verstorben war.
Auch ein Heldenlied über Milman Parry ist überliefert, das der Guslar Milovan Vojičić zu dessen Ehren erfunden hatte und in dem nicht nur Parry selbst reichlich mit Epitheta geschmückt wird. Der Song of Milman Parry ist in Albert Lords The Singer of Tales (1960) abgedruckt.

### Wissenschaftliches Fortleben
Lord begann in den Folgejahren mit dem Studium der Komparatistik und führte Parrys Werk fort. Während Lords Erkenntnisse die Grundlage für viele weiterführende Forschungen bildeten, werden zunehmend auch die von Parry und Lord dokumentierten Sänger wissenschaftlich untersucht. Insbesondere Avdo Međedović, ein Guslar aus dem heutigen Montenegro, war Gegenstand der Forschung von renommierten klassischen Philologen wie etwa Georg Danek.

## Schriften
- The Making of Homeric Verse: The Collected Papers of Milman Parry. Oxford University Press, 1987.